# M'Tarfa
M'Tarfa (în arabă المطارفة) este o comună din provincia M'Sila, Algeria.
Populația comunei este de 8.074 de locuitori (2008).